# Karl Heger

Von Heger unterzeichnete Empfangsbestätigung für Lebensmittelpakete

Karl Heger (auch Karlo Heger, eigentlich Dragutin Heger; * 30. September 1906 in Osijek, Österreich-Ungarn; † 27. Juni 1996 in Mariazell) war ein Angehöriger der nationalsozialistischen Einsatzstaffel der Deutschen Mannschaft, einer bewaffneten Formation der Jugoslawiendeutschen während des Zweiten Weltkrieges.
Als solcher war Heger trotz seines niedrigen Ranges (Gefreiter), der Kommandant des für Frauen und Kinder eingerichteten Konzentrationslagers Loborgrad im faschistischen Unabhängigen Staat Kroatien (NDH). Stellvertreter des Lagers war sein Bruder Waldemar Heger.
Im KZ Loborgrad waren hauptsächlich Serbinnen und Jüdinnen, darunter auch Schwangere, sowie deren Kinder und Babys untergebracht. Heger soll dort ein Kind, das ihn angerempelt hatte, mit einem Gewehrkolben erschlagen haben.